# Aprendices de Derry

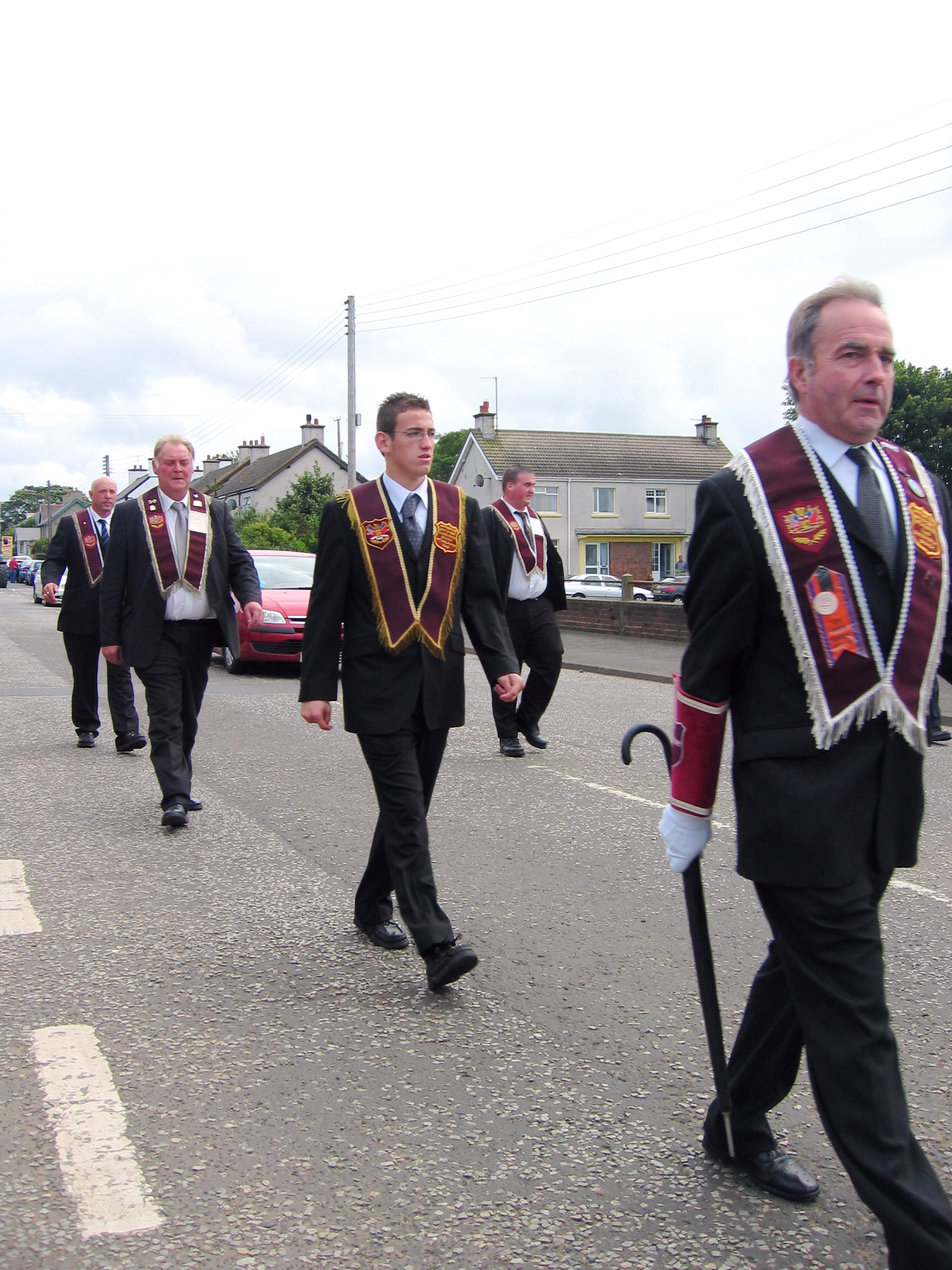
Miembros de los Aprendices de Derry, en un desfile en Bushmills.

Los Aprendices de Derry (Apprentice Boys of Derry) es una cofradía protestante fundada en 1814 y con sede en la ciudad de Derry/Londonderry, Irlanda del Norte. Cuenta con clubes y ramas en toda Irlanda, Reino Unido y otros países. La sociedad tiene por objeto principal la conmemoración del sitio de la ciudad de Derry entre los años 1688 y 1689, cuando las tropas del rey católico Jacobo II de Inglaterra asediaron la ciudad amurallada que alberga a la población protestante local hasta el levantamiento del mismo, previo a la derrota final del rey en la Batalla del Boyne. El desfile anual de los Aprendices de Derry ha devenido históricamente en disturbios que han enfrentado a protestantes unionistas y católicos nacionalistas, dentro del contexto del conflicto de Irlanda del Norte. Desde el proceso de paz que concluyó en el Acuerdo de Viernes Santo, se ha optado por una aproximación más conciliadora a los desfiles, y en los últimos años éstos se han visto prácticamente libres de problemas.

## Celebraciones

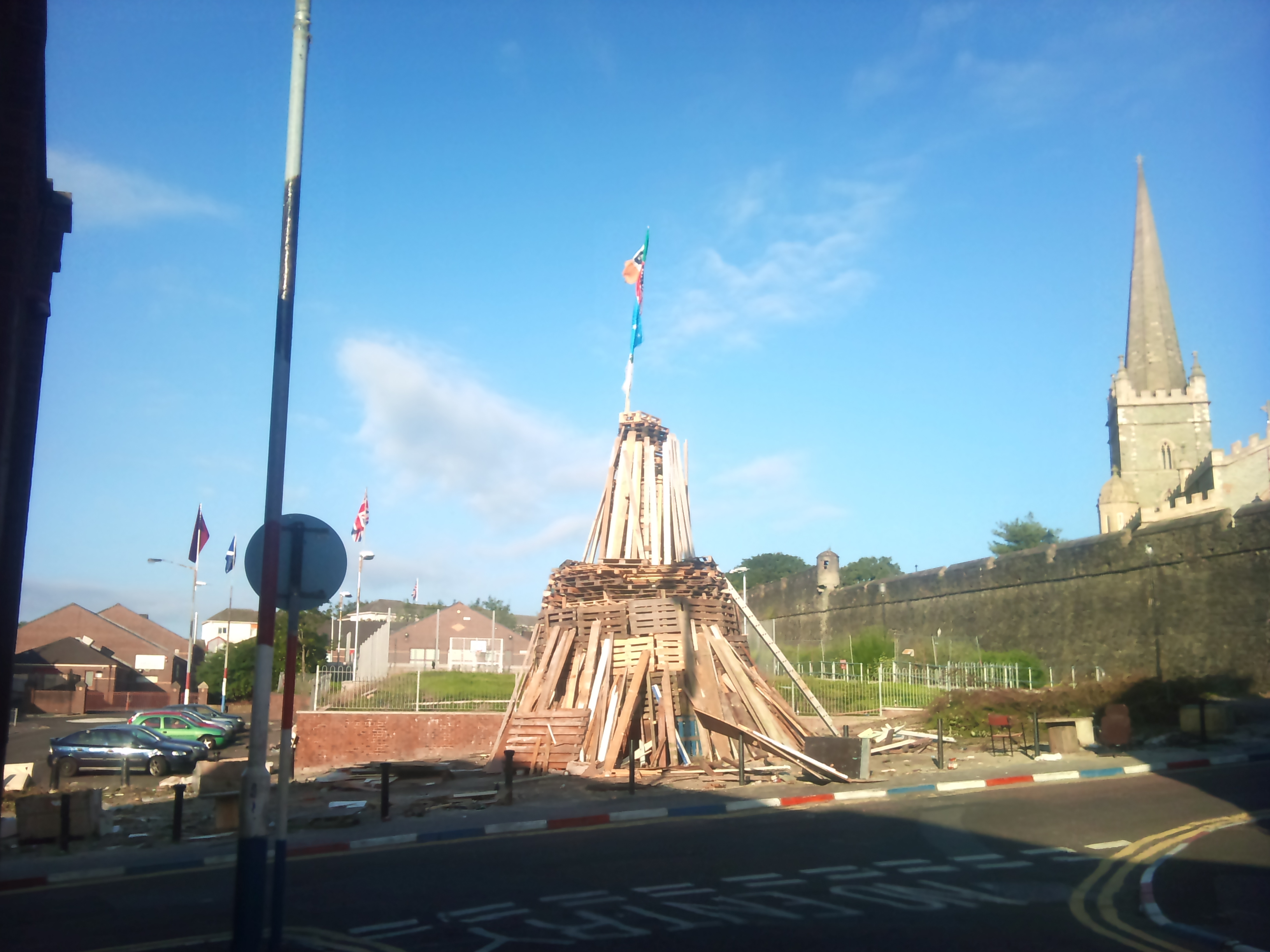
Una hoguera leal en la finca Fountain de Derry en Irlanda del Norte. Se enciende la hoguera para conmemorar el papel de los Apprentice Boys en el asedio de Derry. Las banderas republicanas irlandesas están encima de la hoguera para quemarlas.

Los Aprendices de Derry llevan a cabo anualmente dos celebraciones principales, además de participar en el resto de desfiles y paradas organizadas por las otras órdenes protestantes de la región. En primer lugar, la conmemoración del "cierre de las puertas", el primer sábado de diciembre. Dicho acto recuerda la clausura de las portones de entrada a la ciudad que habrían llevado a cabo los trece aprendices de los que toma el nombre la cofradía; el ejército del Rey encontró cerrada la entrada a la ciudad el 7 de diciembre de 1688, dándose inicio al sitio.
Por otro lado, la sociedad celebra el levantamiento del asedio el segundo sábado de agosto. El conjunto de desfiles que se realiza es el de mayor importancia de todas las órdenes lealistas protestantes de Irlanda del Norte. En los últimos años, para alejarlo de la tradición de enfrentamiento entre las comunidades católica y protestante, el desfile se ha transformado en la Semana de la Ciudad Amurallada (apodo de la ciudad) albergando diferentes eventos culturales que incluyen festivales de música bluegrass, irlandesa y escocesa del Úlster (Ulster scots), así como exposiciones y eventos organizados por otras comunidades minoritarias de la ciudad, como la china o la polaca.

## Participación en losTroubles
Las cofradías protestantes, tales como la Orden de Orange, jugaron un importante papel como catalizadoras del movimiento lealista, que abogaba por defender la pertenencia de Irlanda, primero, y de Irlanda del Norte, actualmente, a la Corona Británica. Así, los desfiles y paradas militares conmemorativas se utilizaban, y eran percibidas tradicionalmente, como una provocación de la parte más radical de la comunidad protestante de la ciudad sobre la mayoría católica de la misma, que habitaba los barrios adyacentes a las murallas. Así, estas celebraciones se convertían cada año en foco de disturbios, algunos de ellos tan importantes como los que dieron lugar a la Batalla del Bogside en 1969, uno de los puntos centrales de los Troubles, que acabó provocando la entrada por vez primera del Ejército Británico en el conflicto.
Otra de las ocasiones en que la actividad de los Aprendices se vio envuelta de modo especialmente violento en el conflicto fue en el año 1973, en el que el IRA voló en un atentado el pilar conmemorativo del principal defensor de la ciudad durante el sitio, George Walker. Hasta ese momento, frente a dicho pilar se colgaba y quemaba cada año la efigie de Robert Lundy, el gobernador que traicionó a la causa protestante durante el sitio. Todo ello sobre las murallas, a la vista de la zona del Bogside católico. En los últimos años el monigote se ha quemado en el centro de Bishop Street, dentro de las murallas.